# Борисфен (монета)
Борисфе́н, борисфені́д — умовна назва бронзової монети Ольвії, обол із зображенням Борисфена, річкового божества Дніпра. Найпоширеніші античні монети на території сучасної України. Археологи знаходили їх у Нижньому Подніпров'ї, Нижньому Подністров'ї, Середній Наддніпрянщині, а також у Центральній Європі.
Борисфени почали карбувати після відступу Зопіріона, полководця Александра Македонського, і завершення облоги Ольвії, яка тривала упродовж 331—329 років до н. е. Грошову реформу запровадив монетний магістрат, евергет Каллінік Евксенів з аристократичного роду Каллініків.
У ІІІ сторіччі до н.е. Ольвія наповнила ринок достатньою масою монет завдяки позиці у розмірі 3000 золотих статерів, яку поліс отримав від херсонесита Аполлонія. Після завершення емісії борисфенів наприкінці ІІІ сторіччя до н.е. монети, що були в обігу, перекарбували. На них ставили надкарбування у вигляді дельфіна на аверсі і зірки на реверсі.

## Опис монети

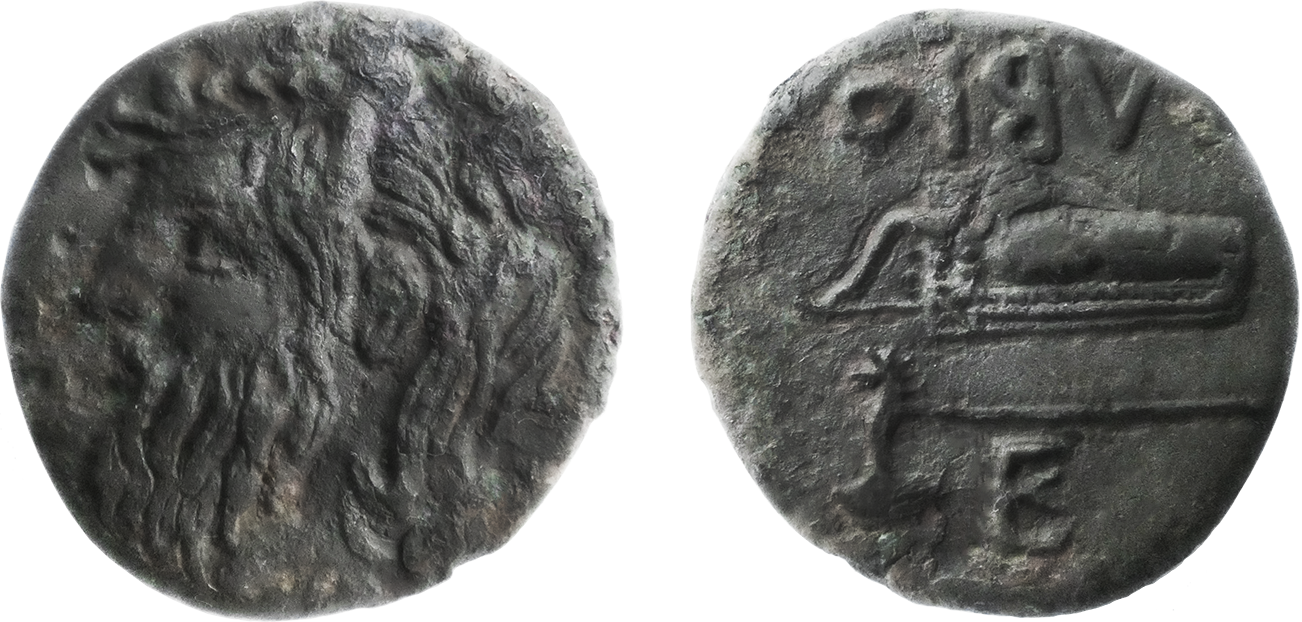
Борисфен із диферентом № 1. Лігатура КЕ в ексерзі — монограма магістрата Каллініка Евксенова. 331/330 р. до н. е.

Ольвійські «борисфени» карбували з 331—330 років до н. е. до 219 років до н. е. Діаметр коливався у межах 20-25 мм. Вага ранніх борисфенів — 11-12 г., а пізніх — 5-6. Зниження ваги зменшило і вартість монетної міді. Борисфени перетворилися на дрібну обігову монету — халк або діхалк.
На аверсі зображено річкове божество Борисфен.
На реверсі викарбована скіфська зброя — горит і сокира.
Легенда:
ΟΛΒΙΟ (Ольвія) і диферент (монограма або скорочення імені монетного магістрата).

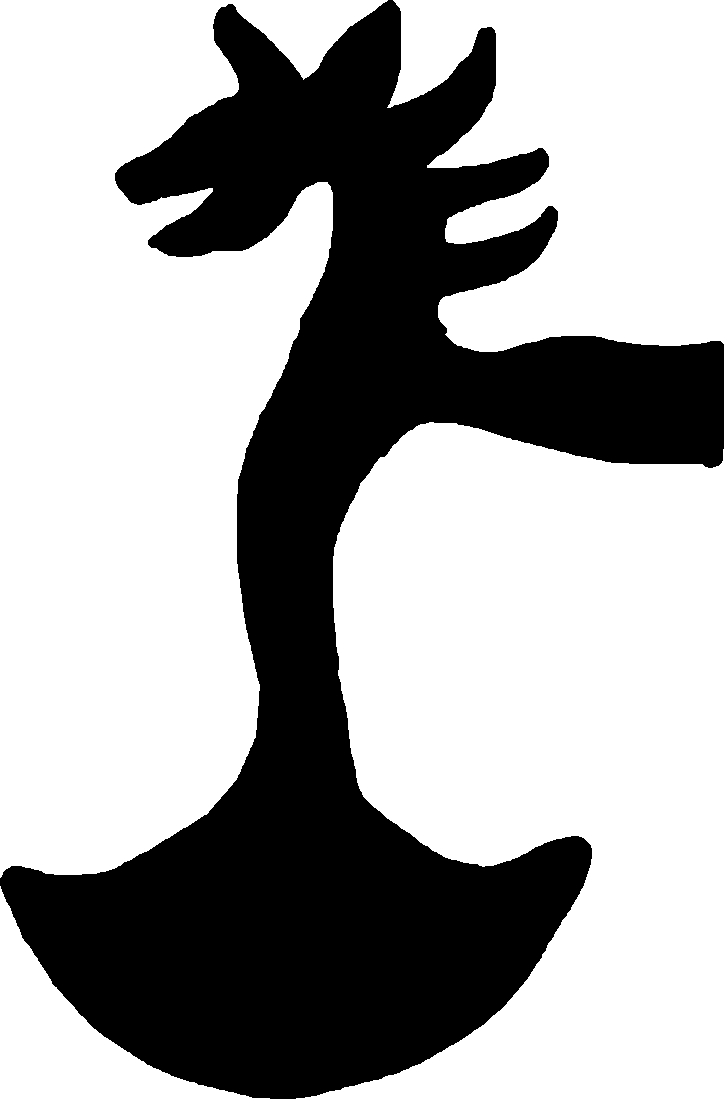
Обух сокири у вигляді протоми коня. Диферент № 1-2

В Ольвії лук і лучників карбували на різних номіналах і в різний час. Зображали переважно комбінований лук з прогином в середній частині. Він мав рукоять із міцно з'єднаними з нею дерев'яними або роговими дугами, обтягнутими для пружності жилами. На реверсі борисфенів лук поміщений у горит, спеціальний футляр, із бічним накладним вмістилищем для стріл. Олександр Зограф зображення цієї зброї пов'язував із захопленням ольвіополітами змаганнями зі стрільби з лука, які організовували в місті.
Поруч із луком зображено сокиру. На борисфенах вона має загнутий догори обушок, на деяких поодиноких монетах перших емісій у формі голови (протоми) коня або орлиноголового грифону. Це дає підстави трактувати шипи на сокирах інших ранніх борисфенів як гриву коня або гребні грифона.
Одна з гіпотез пояснює скіфську зброю на монетах як знак визнання ольвіополітами заслуг скіфів, їхніх союзників, у захисті міста від війська Зопіріона. Зброя у скіфів — атрибут військової влади. Геродот залишив скіфську та еллінську версії легенди про походження скіфів. У скіфському варіанті сокира разом з іншими золотими предметами впала з неба і дісталася першому міфічному цареві Скіфії Колаксаю. Еллінська версія додає, що лук отримав Скіф, молодший син першопредка скіфів Таргітая. А на борисфенах поєднали символи царів із двох версій генеалогічної легенди скіфів.

## Монетні магістрати Ольвії

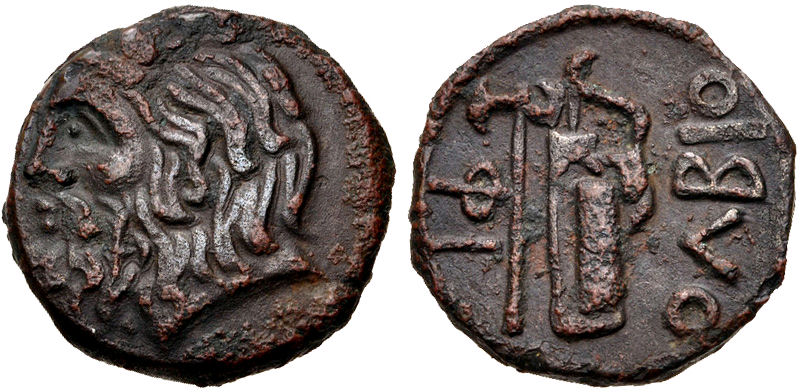
ФІ в ексерзі — диферент магістрата Філоміла Діонісіїва. 301 р. до н. е.

Борисфени — однотипні монети. Щоправда вони мають відмінності й відрізняються розміром, вагою, лицьовими штемпелями й особливо диферентами. Налічують 72 диференти (монограми, лігатури). Їх розтлумачують як скорочення імен монетних магістратів. Монограми належали переважно представникам найвпливовіших родів — Аристократидів, Аристокритидів-Сократидів, Діонісіїв, Леократидів-Евресибіадів-Леопрепидів, Нікератів, Пантаклів-Клеомбротів, Протогенів-Геросонів-Геродорів, — які становили вищу еліту поліса і традиційно обіймали державні посади почергово. До виконання обов'язків магістратів залучали і маловідомі роди — Боспорихів, Каллініків, Посидоніїв тощо. Найпершими імовірними монетними магістратами, чиї диференти викарбувані на борисфенах, були Каллінік Евксенів (близько 331—330 рр. до н. е.), Філт Леонідів (329 р. до н. е.), Посейдоній Епікрат (328 р. до н. е.). З-поміж інших — імовірно, Гегемон (263 р. до н. е.), Менандр або Менекрат (247 р. до н. е.), Боспорих (239 р. до н. е.). На останніх випусках монет містяться диференти братів Аристона та Епікрата з роду Нікератів (222—219 рр. до н. е.) тощо. Іноді допускалося зворотне (негативне) нанесення монограм, наприклад, не КЕ, а ЕК у випадку з іменем магістрата Каллініка Евксенова. Можливо, таким чином пов'язані диференти № 51 і 78 (МОІ та IOM).
Диференти на монетах не вказують на епонімні дати. Ольвійські чиновники одночасно не поєднували посади монетних магістратів і жерців храму Аполлона Дельфінія (епонімів), іменами яких називали відповідний рік. 

### І група
Усі борисфени дослідники поділили на кілька груп, які відрізняються між собою штемпельними зображеннями річкового божества. Найперша датується періодом між 330 і 319 роками до н. е. Їхня вага становить 10-12 г.
| №      | диферент | магістрат | рік до н. е. |
| ------ | -------- | --- | ------------ |
| 1,2    |          | Каллінік Евксенів (грец. Καλλίνικος Εὐξένου), реформатор, який запровадив борисфени | 331—330      |
| 3      | Φ        | Філт Леонідів (Φιλτῆς Λεωνίδου), який обіймав епонімну посаду 337 р. до н. е., або Трасідам Арістонів (Θρασυδάμας Ἀρίστωνος), з могутнього роду Аристократидів, епонім 333 р. до н. е.            | 329          |
| 4      |          | Поліксен, батько Атінея Поліксенова, епоніма 309 р. до н. е. Схожий диферент № 66 — родове успадкування диференту № 4. Інші варіанти: Полімнест Менон, Посейдоній Епікрат (Ποσειδώνιος Ἐπικράτου) | 328          |
| 5      |          | Агатін Антиместор (Ἀγαθῖνος Ἀντιμήστορος), епонім 327 р. до н. е. Схожі диференти № 70–73 | 327          |
| 6      | В        | Батак (Βάτακος) або Боспорих (βοσποριχος, пор: № 68) | 326          |
| 7,8    |          | Теокід Панкратів (Θεοκύδης Παγκράτου) з невідомого другорядного роду, епонім Ольвії 326 р. до н. е.                                                                                               | 325          |
| 9      |          | Протоген Евдорів (Πρωτογένης Εὐδώρου), з елітного роду Протогенів, епонім 324 р. до н. е. | 324          |
| б/н    | Σ        | Гікесій Сократів (Ἱκέσιος Σωκράτους) з роду Посидоніїв, епонім 319 р. до н. е. | 323          |
| 10     |          | Ксенон (Ξένων), епонімну посаду не обіймав, згадується у синхронному магічному переліку | 322          |
| 11     |          | Не піддається просопографічній інтерпретації | 321          |
| 12     | Δ        | Діістеф Гестіаїв (Διιστέφης Ἑστιαίου), епонім 325 р. до н. е. з невідомого другорядного роду | 320          |
| 13, 14 |          | Гекатон Пантаклей (Ἑκατέων Παντακλέους) з роду Пантаклів-Клеомбротів, епонім 320 р. до н. е. Схожі диференти № 75-77                                                                              | 319          |

### ІІ група
Емісію другої групи відновили після перерви. Ці монети карбували упродовж 307—301 років до н. е. Вага борисфенів із диферентами № 15-19 була 9,4-9,2 г, а з № 20-21 — 8,8-8,7 г.
| №  | диферент | магістрат | рік до н. е. |
| -- | -------- | --- | ------------ |
| 15 |          | Не піддається інтерпретації | 307          |
| 16 | N        | Нікострат Нікоклів (Νικόστρατος Νικοκλέους) зі знатного роду Пантаклів-Клеомбротів, епонім 304 р. до н. е., стінобудівник                                                                                 | 306          |
| 17 |          | Деймах Ортобулів (Δηΐμαχος Ὀρθοβούλου), епонім 307 р. до н. е. | 305          |
| 18 |          | Не піддається інтерпретації | 304          |
| 19 | АР       | Арістон Аристократів (Ἀρίστων Ἀριστοκράτους) зі знатного роду Аристократидів, епонім 305 р. до н. е. Альтернативний варіант: Арістокл Еврімонів (Ἀριστοκλῆς Εὑρήμονος), агораном й епонім 298 р. до н. е. | 303          |
| 20 | ІК       | Гікесій Пантаклів (Ἱκέσιος Παντακλέους) зі знатного роду Пантаклів-Клеомбротів. епонім 306 р. до н. е., голова колегії агораномів. Схожий диферент № 49                                                   | 302          |
| 21 | ФІ       | Філомил Діонісіїв (Φιλόμηλος Διονυσίου) з наймогутнішого роду Діонісіїв, епонім 303 р. до н. е. | 301          |

### ІІІ група
Монети третьої групи карбували приблизно у період 290—271 років до н. е. Водночас дослідники відзначають ізольоване положення цієї групи. Інтерпретацію ускладнює брак відомостей в епонімному каталозі Ольвії за період 290—227 років до н. е. Вага борисфенів цієї і наступної групи — 8,8-8,7 г.
| №  | диферент | магістрат | рік до н. е. |
| -- | -------- | --- | ------------ |
| 22 |          | Не піддається інтерпретації |              |
| 23 | ΣΩ       | Сократ Посейдонів (Σωκράτης Ποσειδωνίου), епонім 335 р. до н.е., голова колегії агораномів.                                               |              |
| 24 | ПО       | Поліхарм (Πολύχαρμος) або Поліксенід (Πολυξενίδης) із невідомого роду                                                                     |              |
| 25 | Е        | Педей Зоїлів із другорядного роду Педеїв, голова колегії агораномів, або Епікур із роду Нікератів, агораном. Збігається з диферентом № 53 |              |
| 26 | ΛА       | Не піддається інтерпретації |              |
| 27 | ΣY       | Сінмах з роду Діонісіїв (Σύνμαχος Διονυσίου), дід магістрата Сінмаха (диферент № 90)                                                      |              |

### IV-VI групи
Монети IV (№ 28-40), V (№ 41–68) і VI груп (№ 69–78) безперервно карбували упродовж 37 років з 270 до 234 року до н.е.
| №          | диферент | магістрат | рік до н.е. |
| ---------- | -------- | --- | ----------- |
| 28 29      |          | Існує кілька варіантів прочитання імені: Героксен (Ἡροξέν), батько Навтіма Героксенова, ситона; або Геродор, або Геросон Протогенів | 270         |
| 30         | NA       | Навтім Героксенів (Ναύτιμος Ἡροξένου), ситон | 269         |
| 31, 32     | A        | Атиней Кононів ( Ἀθήναιος Κόνωνος) з роду Батаків, ситон. Схожий диферент № 61 | 268         |
| 33, 34     | API AP   | Аристон Нікератів (Ἀρίστων Νικηράτου) з роду Нікератів. Схожі диференти № 91-92 | 267         |
| 35         | EK       | Гекатеон (Ἑκατέων ) з роду Аристократидів, які панували в Ольвії упродовж майже 20 років | 266         |
| 36         | ΔI       | Діонісій Арістідів (Διονύσιος Ἀριστείδου) з роду Діонісіїв, який зазнав тимчасової поразки унаслідок кланової боротьби з Аристократидами. Схожий диферент № 42 | 265         |
| 37         | ΘE       | Феокліс Аристонів (Θεοκλῆς Ἀρίστωνος) з роду Аристократидів, голова колегії ситонів близько 256–245 рр. до н. е. | 264         |
| 38         | НГ       | Гегемон (Ἡγήμων) з невідомого роду | 263         |
| 39-41      | Г        | Парміс (Πάρμις) з невідомого роду, батько Тімотея Пармісова (Τιμόθεος Πάρμιος), епоніма 310 р. до н.е. | 262         |
| 42         | ΔI       | спрощене наслідування скорочення ΔΙΟ(Ν) — Діонісій. Схожий диферент № 36 | 261         |
| 43         | АΛ       | Александр (Ἀλέξανδρος) з невідомого роду або Альфінос Посейдонів (Ἀλφῖνος Ποσειδωνίου) із роду Посидоніїв | 260         |
| 44         | ΘEY      | Тевпропос (Θεύπροπος) з роду, пов’язаного з Аристократидами | 259         |
| 45         | ΛЕ       | Леодамас (Λεωδάμας), батько Пантакла, Філт і Гікесія Леодамантових, епонімів відповідно 213, 204 та 202 років до н.е. | 258         |
| 46, 47     | NOY NO   | Невменій (Νουμήνιος) | 257         |
| 48         | АК       | Не піддається інтерпретації | 256         |
| 49         | ІК       | Гікесій (Ἱκέσιος), один із представників розгалуженого роду Пантаклів-Клеомбротів. Збігається з диферентом № 20, але інший лицьовий штемпель | 255         |
| 50         | АР       | Аристократ Дамасів (Ἀριστοκράτης Δαμάσου) із роду Аристократидів, посол ольвійської делегації на чолі з Протогеном до царя Сайтафарна. Варіант: Аристон Нікератів. Схожий диферент № 32 | 254         |
| 51         | МОІ МО   | Невідомо. Можливий зв'язок із диферентом № 78 | 253         |
| 52         | ΦΩ       | Фокрит (Φώκριτος), батько ситона Деметрія Фокритова | 252         |
| 53         | Е        | Не піддається інтерпретації. Збігається з диферентом № 25, але інший лицьовий штемпель | 251         |
| 54         | М        | Не піддається інтерпретації | 250         |
| 55, 56     |          | Не піддається інтерпретації | 249         |
| 57         |          | Пантакл з роду Пантаклів-Клеомбротів, стінобудівник, батько Клеомброта Пантаклова, епоніму 211, та Гікесія Пантаклова, епоніму 222 рр. до н. е. Схожі диференти № 82-83 — родове успадкування № 57 | 248         |
| 58         | МЕ       | Менандр (Μένανδρος) або Менекрат (Μενεκράτης) з роду Пантаклів-Клеомбротів або Аристократидів. Схожий диферент № 88 | 247         |
| 59         | МН       | Митродор (Μητρόδωρος), магістрат, батько Евбіота Митродорова, епоніма 208 р. до н. е. | 246         |
| 60         | NI       | Нікерат (Νικήρατος) з роду Нікератів, батько Кріта Нікератова, епоніма 210 р. до н. е. | 245         |
| 61         | АΘ       | Атенодор Дімагорів (Ἀθηνόδωρος Δημαγόρου), ситон. Схожий диферент № 31 | 244         |
| 62, 63, 64 |          | Плейстарх (Πλείσταρχος), згаданий у декреті на честь Протогена як жрець-епонім. Диференти № 62, 63, 64 — послідовне спрощення протягом року. | 243         |
| 65         |          | Геродор (Ἡρόδωρος), згаданий у декреті на честь Протогена як жрець-епонім, батько Стафіла Геродорова, епоніма 212 р. до н. е. Диферент № 65 є родовим успадкуванням схожого диференту 320-х рр. до н. е. (на дрібних мідних монетках), що належить Геродору — батькові епонімів 302, 301 рр. до н. е., відповідно, Θεοδέκτης Ἡροδώρου та Λήναιος Ἡροδώρου | 242         |
| 66         |          | Поліксен (Πολυξέν), батько Гікесія Поліксенова, епоніма 214 р. до н. е. Диферент № 66 — родове успадкування аналогічного диференту № 4 | 241         |
| 67         | EY       | Імовірно, Евдор (Εὔδωρος Πρωτογένους), син евергета, скарбника Ольвії Протогена, епонім 230 рр. до н. е. | 240         |
| 68         | ΒΟΣ      | Боспорих (Βοσπορίχου), батько Міса Боспорихова, епоніма 217 р. до н.е., магістрата 225 р. до н.е. (диферент № 86, 87, 89) | 239         |
| 69         |          | Агрот (Ἀγρότας) з роду Діонісіїв, представники якого повернулися з вигнання і почали новий етап кланової боротьби в Ольвії | 238         |
| 70-73      |          | Не піддається інтерпретації. Схожий диферент № 5 | 237         |
| 74         |          | Не піддається інтерпретації | 236         |
| 75-77      |          | Менандр Гекатонімів (Μένανδρος Ἑκατωνύμου) з роду Пантаклів-Клеомбротів. Схожі диференти № 13-14 | 235         |
| 78         | IOM      | Невідомо. Можливий зв'язок із диферентом № 51 | 234         |

### VII-Х групи
Емісія монет VII групи (з диферентами № 79–81), VIII групи (№ 82-85), ІХ групи (№ 86-89) і Х групи (№ 90-93) з перервами тривала упродовж 232–219 роки до н. е. Вага монет поступово падала від 7-6,7 г (№ 79-88) до 5-4 г (№ 92-93).
| №          | диферент | магістрат | рік до н.е. |
| ---------- | -------- | --- | ----------- |
| 79         | ΔН       | Деметрій (Δημήτριος), третій агораном за правління головного агоранома Протогена, батько Евресібія Деметріїва, епоніма 196 р. до н.е. | 232         |
| 80-81      |          | Аристодим (?) | 231         |
| 82-83      |          | Пантакл Леодамантів з роду Пантаклів-Клеомбротів, магістрат та епонім 213 р. до н.е. Схожий диферент № 57                             | 228         |
| 84-85      |          | Менандрос Ікесіїв (Μένανδρος Ἱκεσίου)                                                                                                 | 227         |
| 86, 87, 89 |          | Міс Боспорихів (Μῦς Βοσπορίχου), епонім 217 р. до н.е. син Боспориха, магістрата 239 р. до н.е. (диферент № 68)                       | 225         |
| 88         |          | Менандр Гекатонімів (Μένανδρος Ἑκατωνύμου) із роду Пантаклів-Клеомбротів. Схожий диферент № 58                                        | 224         |
| 90         | ΣYM      | Сінмах з роду Діонісіїв (Σύνμαχος Διονυσίου), онук магістрата Сінмаха (диферент № 27)                                                 | 221         |
| 91-92      | АРІ      | Аристон (Ἀρίστων Νικηράτου) з роду Нікератів, брат магістра Епікрата, голова колегії агораномів. Схожі диференти № 33-34              | 220         |
| 93         | ЕГІ      | Епікрат (Ἐπικράτης Νικηράτου) з роду Нікератів, брат магістра Аристона                                                                | 219         |